# 테라 3D: 인류 최후의 전쟁
《테라 3D: 인류 최후의 전쟁》(영어: Battle for Terra)은 미국에서 제작된 어리스터메니스 서버스 감독의 2007년 액션 모험 SF 애니메이션 영화이다. 에번 레이철 우드, 루크 윌슨, 브라이언 콕스, 제임스 가너 등이 목소리 연기를 하였고, 라이언 컬루치 등이 제작에 참여하였다.
2007년 9월 8일 제32회 토론토 국제 영화제에서 전 세계 최초로 상영되었으며, 2009년 5월 1일 미국 전역에서 개봉하였다.
작품은 엇갈린 평가를 받았다. 2008년 오타와 국제 애니메이션 페스티벌에서 장편 부문 최우수상을 수상하였다.

## 줄거리
어느 날 외계인 말라가 사는 우리 은하 내 행성의 상공에 정체불명의 거대 물체가 나타나 태양을 가려버린다. 이는 우주선으로 밝혀지고, 여기에서 내보낸 정찰기들은 행성인들을 무작위로 납치하기 시작한다. 장애가 있는 아버지 로번도 납치되자 말라는 정찰기 한 대를 유인해 추락시킨다.
이 정찰기를 조종한 인간 짐의 로봇 조수 기디는 말라에게 상황을 설명해준다. 수세기 전 인류는 천연 자원을 얻기 위해 화성과 금성을 테라포밍하였다. 그러나 200년 전 화성과 금성 주민들이 지구로부터 독립을 요구하면서 행성 간 전쟁이 일어나 세 행성 모두 거주가 불가능한 공간이 되었고, 남은 인류는 세대우주선(generation ship) "더 아크"(→방주)에 올라타 몇 세대를 이어 새 정착지를 찾던 중 테라라는 이름을 붙인 이곳에 다다른 것이다.
인간 군 지휘관 헤머 장군은 쿠데타를 일으키고 테라에 전쟁을 선포한 뒤 지구와 유사한 환경을 조성하는 거대 기계인 테라포머를 행성 지표면에 떨어뜨린다. 테라포머는 테라인들에게 독처럼 작용하는 산소를 발생시키는데...

## 목소리 출연
- 에번 레이철 우드 - 말라, 테라인 역
- 루크 윌슨 - 제임스 "짐" 스탠턴 중위 역
- 브라이언 콕스 - 헤머 장군 역
- 제임스 가너 - 도런, 테라 지도자 역
- 데이비드 크로스 - 기디, 짐의 로봇 조수 역
- 크리스 에번스 - 스튜어트 스탠턴, 짐 남동생 역
- 데니스 퀘이드 - 로번, 말라의 장애인 아버지 역
- 저스틴 롱 - 센, 말라 남자친구 역
- 대니 글러버 - 첸 대통령, 방주 인간 지도자 역
- 어맨다 피트 - 마리아 몬테즈, 방주 위원회 역
- 마크 해밀 - 원로 오린 역
- 대니 트레이호 - 원로 베럼 역
- 필 러마 - 직물 상인 역
- 러레인 뉴먼 - 장난감 상인 역
- 론 펄먼 - 원로 보린 역
- 채드 앨런
- 로재나 아켓
- 베벌리 디앤절로
- 데이비드 크럼홀츠

## 기타 제작진
- 배역: 미셸 모리스
- 미술: 어리스터메니스 서버스